# 皮納德角

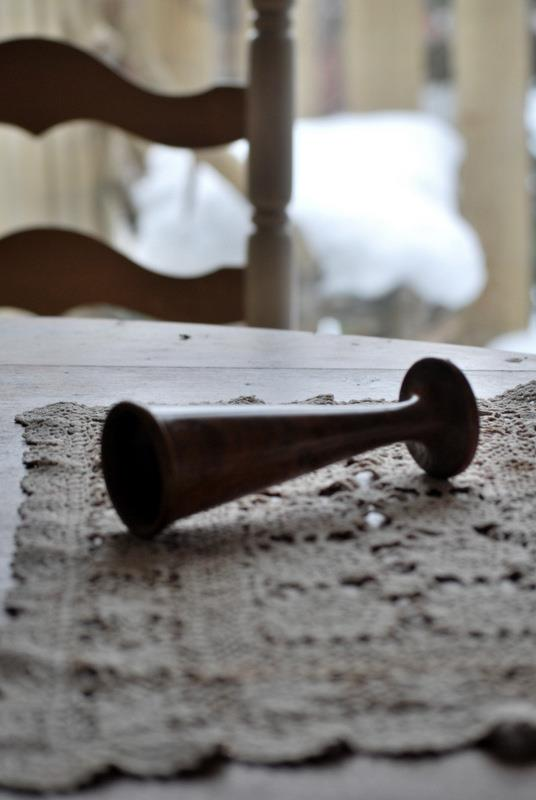
木製皮納德角

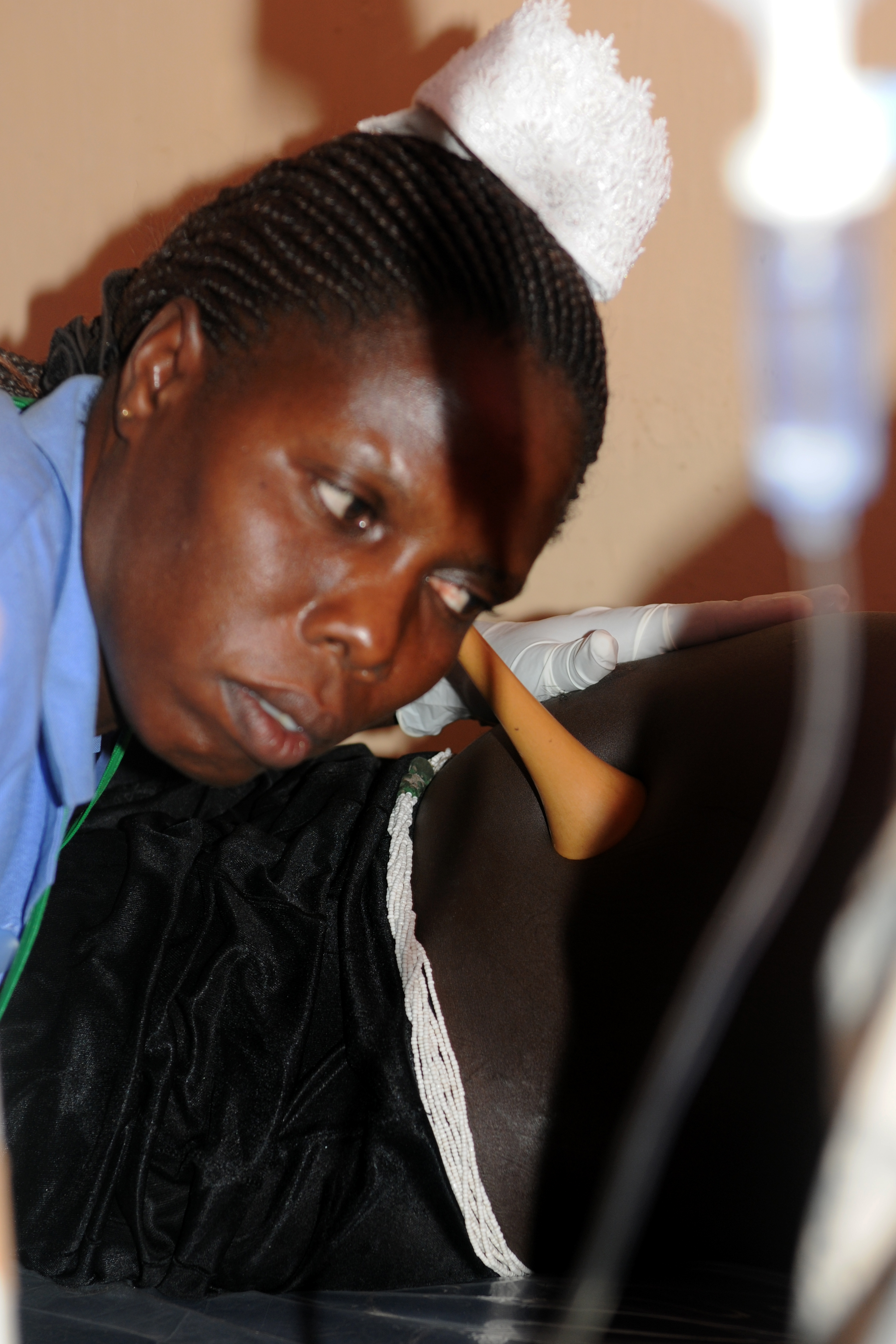
美國陸軍護士在烏干達使用皮納德角。

皮納德角是一種聽診器，因形如法國號的吹管而得名，它的中間被挖空，就有如法國號吹管中空。皮納德角通常由木頭或金屬製成，長約8英吋（200毫米），放大聲音的功能與其功用跟耳角類似，用於在婦女在懷孕時貼著放大聲音聽胎兒的心律。 使用時要將號角的寬尾抵住懷孕婦女的下腹，並透過另一尾端聽診即可。
皮納德角是在19世紀由法國產科學醫師阿道夫·皮納德發明。

## 現時用途
現時皮納德角在世界一些國家地區仍使用著，主要是在歐美國家，尤其是在醫生和護士在現場幫助接生員的情形下。皮納德角仍是歐洲大部分國家最為常見的胎兒聽診器，在美國的標準則是多為配合多普勒胎兒監測器的使用，  提供做為替代較昂貴的多普勒儀而無法採購該儀器的方案。但有位墨西哥的接生員描述到使用皮納德角的缺點和可能的皮納德角配合使用其他儀器的方案：
有時我們會用皮納德角去聽胎兒心率，但若這位婦女太過敏感，她就會在皮納德角推擠到她的腹腔時惱怒亂動而無法去聽胎兒的心律，並會使皮納德角固定不住貼到別處身體而容易聽錯。多普勒超音波檢查雖然使用比較對婦女安心，可代替皮納德角但經常會發出很多噪音。所以最好要和皮納德角一起使用。
皮納德角比昂貴的多普勒檢查儀器更精確定位胎兒的位置，但多普勒檢查儀器比皮納德角更有一項優點，可檢測到遠離原點位置心跳的音調。要讓兩者互相配合使用，必須將皮納德角壓在離胎兒心臟較近的位置以便更準確指示胎兒的位置。醫護人員也可透過觸診（但可能有感染的風險）和聽診（要配合聽診器）來確認胎兒的位置。